# تشو نام سوك
تشو نام سوك (بالإنجليزية: Cho Nam-suk) (من مواليد 13 أغسطس 1981) هو لاعب جودو من كوريا الجنوبية.
شارك في دورة الألعاب الآسيوية 2006 في الدوحة، قطر.

## روابط خارجية
- تشو نام سوك على موقع JudoInside.com (الإنجليزية)